# Jesús Gómez (futbolista)
Jesús Javier Gómez Mercado, también conocido como "La Pulga"(Maracay, Venezuela; 6 de agosto de 1984) es un exfutbolista venezolano que jugaba como centrocampista y su último equipo fue Estudiantes de Mérida de la Primera División de Venezuela.

## Biografía
Jesús Gómez nació en Ureña, estado Táchira, pero recién nacido se traslada a vivir en la cíudad de Mérida (Venezuela); y es allí donde se forma futbolísticamente en las distintas academias que hacen vida en la ciudad.

### Estudiantes de Mérida
En la Primera División Venezolana 2004/05 marcó 4 goles.
El 22 de enero de 2006 marca una dupleta (2 goles) en el torneo clausura 2006 contra Mineros de Guayana dándole la victoria a su equipo 2-0, marcando los goles en los minutos 40' y 77'.
En la Primera división venezolana 2005/06 marcó 9 goles, 1 de penalti, distribuidos en (Torneo Apertura 1 y Torneo Clausura 8).

### Al Ittihad Aleppo
El 12 de marzo de 2008 debutó y marcó su primer gol en la Liga de Campeones de la AFC 2008 contra el Sepahan FC con victoria de 2-0, disputando 82' minutos recibiendo 1 tarjeta amarilla y marcando un gol de tiro libre en el minuto 21'.
En total en la Liga de Campeones de la AFC 2008 disputó 6 partidos todos de titular, marcando 2 goles

### Vuelta a Estudiantes
El 27 de junio de 2017 se anuncia por comunicación oficial el retorno de La Pulga al conjunto rojiblanco de la primera división venezolana; Vuelve después de concretar su paso por el Club de Fútbol Atlante de la Liga de Ascenso de México. Hace su debut oficial de la temporada en el primer partido del Torneo Clausura de la edición 2017 del torneo de primera división; en el mismo enfrentaría al Zulia Fútbol Club en un encuentro que finalizó con marcador de 3-1 a favor de su escuadra donde sumaria con una asistencia a gol.

## Clubes
| Club                  | País          | Año           | Partidos | Goles | Media |
| --------------------- | ------------- | ------------- | -------- | ----- | ----- |
| Estudiantes de Mérida | Venezuela     | 2004 - 2006   | 27       | 13    | 0.48  |
| Raja Casablanca       | Marruecos     | 2006 - 2007   | 10       | 4     | 0.4   |
| Al Ittihad Aleppo     | Siria         | 2007 - 2008   | 35       | 11    | 0.31  |
| Caracas F.C.          | Venezuela     | 2008 - 2010   | 16       | 12    | 0.75  |
| Wadi Degla            | Egipto        | 2011          | 4        | 2     | 0.5   |
| Lierse SK             | Bélgica       | 2011          | 0        | 0     | 0     |
| ACD Lara              | Venezuela     | 2012 - 2013   | 22       | 1     | 0.05  |
| Delfines del Carmen   | México        | 2013 - 2014   | 30       | 8     | 0.27  |
| Dorados de Sinaloa    | México        | 2014 - 2015   | 31       | 3     | 0.1   |
| Club Necaxa           | México        | 2015 - 2016   | 48       | 5     | 0.12  |
| Atlante F.C.          | México        | 2017          | 17       | 2     | 0.12  |
| Estudiantes de Mérida | Venezuela     | 2017 - 2019   | 90       | 14    | 0.16  |
| Atlético Venezuela    | Venezuela     | 2020 -2021    | 16       | 1     | 0.06  |
| Estudiantes de Mérida | Venezuela     | 2021 - 2023   | 69       | 12    | -     |
| Total carrera         | Total carrera | Total carrera | 330      | 75    | 0.23  |

### Resumen estadístico
| Competición           | PJ  | Goles |
| --------------------- | --- | ----- |
| Liga Venezolana       | 42  | 18    |
| Liga Marroquí         | 10  | 3     |
| Liga de Siria         | 35  | 11    |
| Copa de Marruecos     | 2   | 2     |
| Copa Libertadores     | 22  | 2     |
| Copa de Siria         | 1   | 0     |
| Liga de Campeones AFC | 6   | 2     |
| Ascenso MX            | 52  | 11    |
| Selección Nacional    | 10  | 1     |
| Total en su Carrera   | 180 | 50    |

## Selección nacional
- Debut 17 de agosto de 2005.

- Lleva 1 gol con la Vinotinto. Lo marcó en un amistoso contra Colombia.

| Detalle                          | Juegos | Goles |
| -------------------------------- | ------ | ----- |
| Copa América                     | 0      | 0     |
| Eliminatorias previas al Mundial | 0      | 0     |
| Amistosos                        | 15     | 1     |
| Total                            | 15     | 1     |

## Palmarés

### Campeonatos nacionales
| Título             | Club                  | País      | Año           |
| ------------------ | --------------------- | --------- | ------------- |
| Primera División   | Caracas FC            | Venezuela | 2008-09       |
| Primera División   | Caracas FC            | Venezuela | 2009-10       |
| Liga de Ascenso    | Dorados de Sinaloa    | México    | Clausura 2015 |
| Campeón de Ascenso | Dorados de Sinaloa    | México    | 2015          |
| Liga de Ascenso    | Necaxa                | México    | Clausura 2016 |
| Campeón de Ascenso | Necaxa                | México    | 2016          |
| Torneo Apertura    | Estudiantes de Mérida | Venezuela | 2019          |

- Subcampeón de la Copa México Clausura 2016 con Club Necaxa.

## Reconocimientos
- En la temporada 2009/10 del fútbol de primera división venezolano es galardonado con el premio al mejor jugador del Año.[5][6]

- Al final de la temporada 2017 del fútbol de primera división de Venezuela, es incluido en el once ideal de la Asociación de Futbolistas de Venezuela.[7][8]